# Sottotraccia
Sottotraccia era un programma televisivo italiano condotto da Ugo Gregoretti dal 1991 al 1994 (in quell'ultimo anno assieme a Yorick Gomez Gane) su Rai 3, che ne firmava anche la regia. Nell'ambito del Premio Flaiano, lo stesso Gregoretti parlò del programma con una "Antologia di Sottotraccia". Il programma trattava temi d'attualità.